# HMS Hilary (1940)
Le SS Hilary est un paquebot à vapeur britannique construit en 1931 et démoli en 1959. Il passa une grande partie de sa carrière effectuant un service régulier entre Liverpool en Angleterre et Manaus au Brésil.
Pendant la Seconde Guerre mondiale, le navire opère dans la Royal Navy sous le nom de HMS Hilary. La première période s'étale de 1941 à 1942 en tant que navire d'embarquement océanique et la seconde de 1943 à 1945 en tant que Landing Ship Infantry et navire QG.
Le Hilary a appartenu à la Booth Steamship Company tout au long de sa carrière. Ce fut le plus grand navire possédé par la compagnie maritime, tant en longueur qu'en tonnage, disposant également des plus puissants moteurs des navires sous pavillon Booth.
C'est le troisième navire de la compagnie baptisé  Hilary. Le premier était un cargo construit en 1889 sous le nom de Red Sea, acheté par Booth et rebaptisé Hilary en 1892, vendu en 1911 à des acheteurs japonais et rebaptisé Misumi Maru. Le second était un navire à passagers et cargo construit en 1908, réquisitionné comme croiseur marchand armé en 1914 sous le nom de HMS Hilary, et coulé en 1917 par un sous-marin allemand.